# Acidification (vin)
Pour les articles homonymes, voir Acidification.

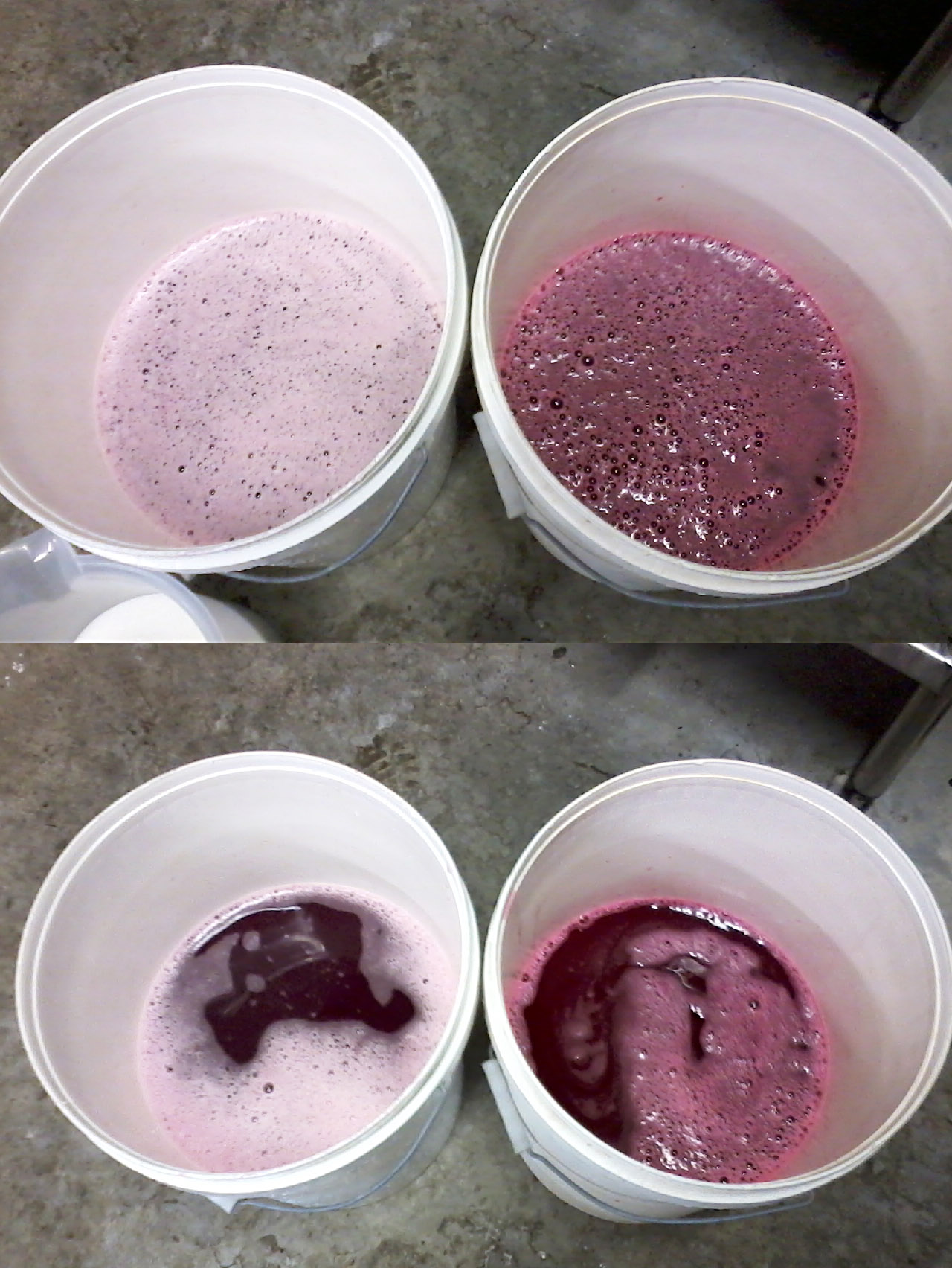
Acidification d'un vin rouge à l'acide tartrique.
Gauche : vin témoin.
Droite : vin acidifié.

L' acidification d'un vin consiste à augmenter son acidité par ajout d'acide tartrique, malique, ou lactique. En France, cette technique est facultative et réglementée.

## Acides utilisés
Les différents acides utilisés impliquent différents types d'utilisation et de résultats.

### Tartrique

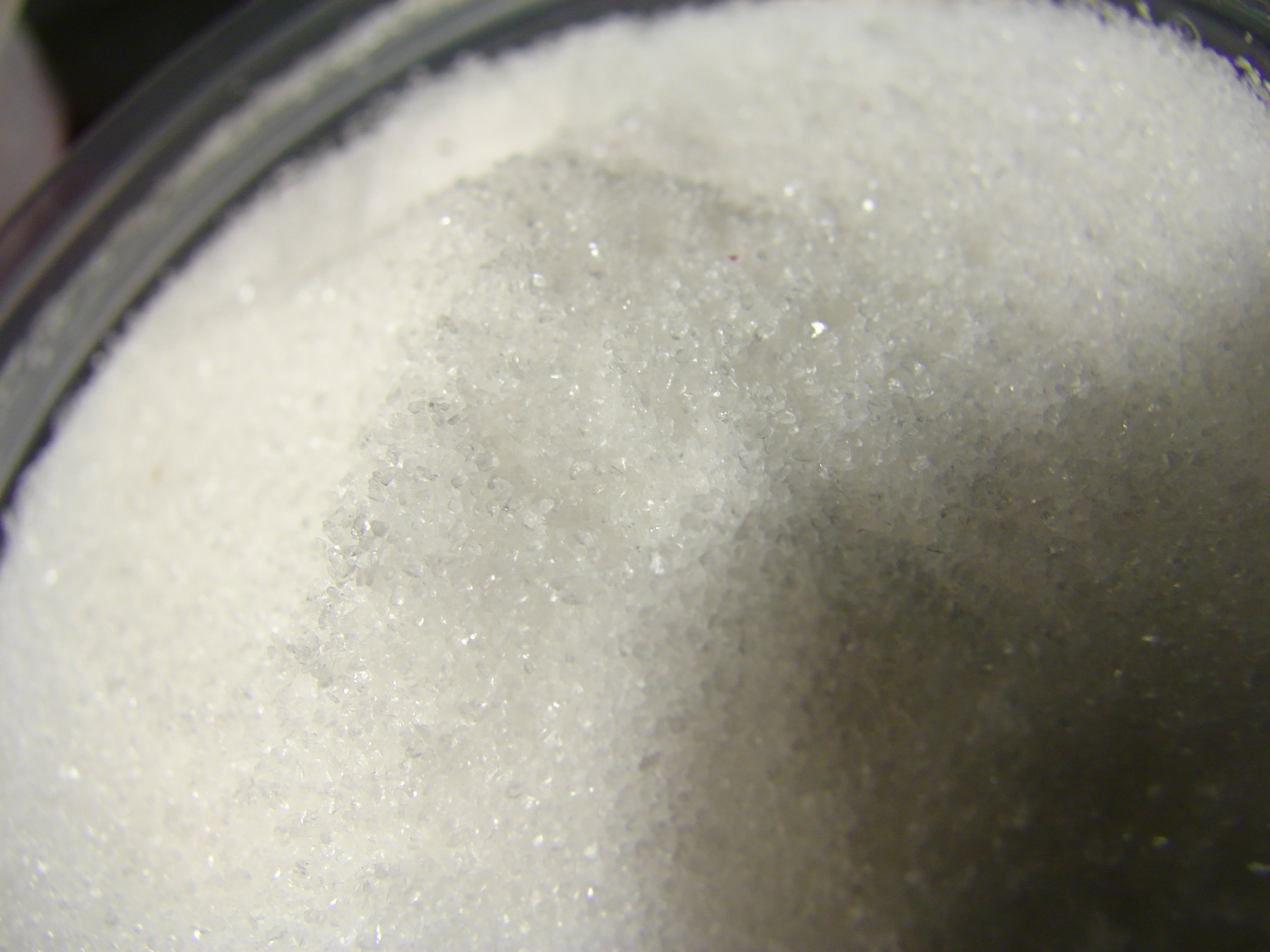
Acide tartique sous forme de poudre

La forme d'acide tartrique autorisée est l’acide L(+) tartrique, et sous certaine réglementation, l’acide D(-) tartrique. Une fraction de l'acide tartrique ajouté au vin va entraîner la précipitation de bitartrate de potassium et provoquer une baisse du pH. L'acidification par l’acide tartrique peut présenter des effets secondaires non souhaitables comme une saveur acerbe et donner de l'astringence et de la dureté au vin lors d'utilisation de doses élevées. Elle augmente également l'instabilité tartrique du vin.
Dose maximale d'ajout : 150 g/hL sur moût et 250 g/hL sur vin. 

### Malique
Les formes d'acide malique autorisées sont l’acide L-malique (naturel), et l'acide D,L-malique (synthétisé). Un ajout d'1 g/L d'acide malique rehausse l'acidité d'environ 1,1 g/L d'H2T (expression en grammes d'acide tartrique pour la comparaison).
Dose maximale d'ajout : 130 g/hL sur moût et 230 g/hL sur vin.

### Lactique
Un ajout d'1 g/L d'acide lactique rehausse l'acidité d'environ 0,8 g/L d'H2T, cet acide étant moins fort que l’acide malique. L'acidification par l’acide malique apporte une acidité douce sans arôme lacté.
Dose maximale d'ajout : 180 g/hL sur moût et 300 g/hL sur vin.

### Citrique
L'acide citrique est principalement utilisé en prévention des casses ferriques par formation de citrate ferrique. Il apporte aussi de la fraîcheur au vin, même si la réglementation sur son usage est assez claire, il est parfois utilisé sur des vins qui ont perdu en acidité pour leur redonner un côté frais et vif. Il peut aussi être utilisé pour affranchir les filtres en cellulose utilisés pour les filtrations. Toutefois, l'acide citrique est dégradable par les bactéries lactiques avec production d'acidité volatile.

## Procédé
L'acidification est généralement réalisée sur moût, en tout début de fermentation, ce qui donne une meilleure intégration organoleptique de l'acide. Les résultats pouvant être d'une efficacité variable, un ajustement en fin de fermentation ou sur vin peut être nécessaire.

## Alternatives

### À la vigne
La fertilisation, la vigueur et l’alimentation en eau doivent être maîtrisés pour maintenir une bonne production d'acides. En choisissant une date de récolte plus précoce, l'acidité de la vendange aura moins de chance d'avoir diminué. 

### À la cave
L'utilisation de levures dites « acidifiantes » ou « démaliquantes », peut favoriser l'acidité des vins.
Les techniques de concentration des moûts de type osmose inverse, ou d'évaporation sous vide, augmentent l’acidité du moût, mais provoquent des précipitations tartriques qui annulent en partie cet effet.
Les techniques membranaires comme l'électrodialyse permettent également l’acidification, mais ne sont pas encore autorisées.

## Réglementation
En France l'acidification est réglementée. Pour certaines appellations de la zone A et de la zone B, l'INAO peut accorder une autorisation exceptionnelle d'acidification les années où les conditions climatiques impliquent une acidité insuffisante. Elle autorisée en zones CI, CII, CIIIa et CIIIb.
Les doses maximales d'ajout d'acides dépendent de l’acide utilisé, la conversion en milli-équivalents permet de quantifier l'acidification en grammes d'acide sulfurique par litre, soit un ajout maximum de 54 meq/L = 2,61 g/L d'H2SO4. Cela correspond à un ajout total de 4 g/L d'acide tartrique, ou 3,6 g/L d'acide malique , ou 4,8 g/L d'acide lactique.

## Conséquences

### Organoleptiques
L'augmentation de l’acidité donne une sensation de fraîcheur en bouche. La couleur des vins rouges vire légèrement du violet au rouge, dû à la modification de la configuration spatiale des anthocyanes. Sur des vins plats, l'ajout d'acide permet de produire des vins équilibrés en augmentant leur vivacité.

### Bio-chimiques
L'acidification fait augmenter l'acidité, donc baisser le pH. Cette baisse de pH diminue l'activité des microorganismes et donc le risque d'apparition de défauts sur le vin.
Le SO2 est plus actif à pH bas, son efficacité est augmentée. 